# Fuerteventura
Fuerteventura er en spansk ø og den næststørste af de Kanariske Øer. Øen er beliggende i det kanariske øhav i Atlanterhavet. Hovedstaden er Puerto del Rosario, hvor øens regering, Insule Council, er placeret.
Fuerteventura har 119.732 indbyggere (pr. 2020), den fjerdestørste befolkning på de Kanariske Øer og den tredjestørste i provinsen. Øen er med sine 1.660 km² godt tre gange så stor som Bornholm og fem gange mindre end Sjælland. Et areal på 3.542,88 km² blev i 2009 udpeget til biosfærereservat under UNESCOs Menneske og biosfære-programmet. Geologisk set er Fuerteventura den ældste ø i øgruppen.
Sproget på øen er kanarisk spansk, der er en dialekt af spansk. Andre sprog, der tales på øen, er engelsk og tysk. Disse to sprog tales dog mest i turistområderne omkring Puerto del Rosario (engelsk) og Corralejo (tysk).
Øen er inddelt i 6 kommuner:
- Antigua
- Betancuria
- La Oliva
- Pájara
- Puerto del Rosario
- Tuineje

## Toponymy
Øens navn er et sammensat ord dannet af de spanske ord for "stærk" (fuerte) og "held" (ventura). Traditionelt er Fuerteventuras navn blevet betragtet som en reference til de kraftige vinde omkring øen og den deraf følgende fare for søfarende. Det kunne dog også have henvist til velstand, held eller skæbne.
I 1339 omtalte den mallorcanske navigator Angelino Dulcert i Planisferio de Angelino Dulcert øen som "Forte Ventura".
En anden teori er, at øens navn stammer fra "Fortunatae Insulae" (Lykkelige Øer), det navn, som romerne kendte Kanariske Øer under.
Øens indfødte navn, før erobringen i det 15. århundrede, var Erbania, opdelt i to regioner (Jandía og Maxorata), hvorfra navnet majorero (oprindeligt majo eller maxo) stammer. Det er dog blevet foreslået, at Maxorata (som betød "landets børn") på et tidspunkt var den oprindelige toponym for hele øen.

## Øens Historie

### Før Koloniseringen
Det antages, at de første bosættere på Fuerteventura kom fra Nordafrika. Ordet Mahorero (Majorero) eller Maho bruges stadig i dag til at beskrive folkene på Fuerteventura og stammer fra det gamle ord 'mahos', en slags gederuskinds sko, som de oprindelige indbyggere bar. De boede i huler og halv-underjordiske boliger, hvoraf nogle er blevet udgravet og har afsløret rester af tidlige redskaber og keramik. I oldtiden var øen oprindeligt kendt som Planaria, henvisende til fladheden på størstedelen af dens terræn.
Fønikiske bosættere landede på Fuerteventura og Lanzarote.
Flere spanske og portugisiske ekspeditioner til øerne blev organiseret omkring 1340, efterfulgt af maurere og europæiske slavehandlere. Ved afslutningen af den iberiske erobring blev øen delt i to Guanche-riger, hvor den ene fulgte Kong Guize, og den anden fulgte Kong Ayoze. Disse rigers områder blev kaldt henholdsvis Maxorata (i nord) og Jandía (i syd). De blev adskilt af en mur, der krydsede La Pared-isthmus. Nogle rester er bevaret. Det gamle navn for øen, Erbania, stammer fra denne murs navn.

### Første erobring af Fuerteventura
Øens erobring begyndte for alvor i 1402, anført af de franske riddere og korsfarere Jean de Béthencourt (en) og Gadifer de la Salle (en). De ankom med kun 63 søfolk ud af de oprindelige 283, da mange deserterede undervejs. Efter ankomsten og bosættelsen på Lanzarote foretog de invaderende nogle udflugter til de nærliggende øer. I 1404 grundlagde Bethencourt og Gadifer, Betancuria på øens vestkyst, den første bosættelse på øen. Efter talrige vanskeligheder overtog Gadifer ledelsen af invasionen, mens Bethencourt vendte tilbage til Spanien for at søge anerkendelse og støtte fra den castilianske konge.
I 1405 fuldførte de Béthencourt erobringen af øen og etablerede hovedstaden i Betancuria (Puerto Rosario overtog rollen som øens hovedstad i 1835).
I 1424 bekendtgjorde Pave Martin V gennem Betancuria-brevet oprettelsen af bispedømmet Fuerteventura, der omfattede alle Kanariske Øer undtagen øen Lanzarote. Dette bispedømmes oprindelse er direkte relateret til begivenhederne efter det store skisma (1378–1417), idet biskoppen i Obispado de San Marcial del Rubicón (es) på Lanzarote (på det tidspunkt det eneste bispedømme på Kanarieøerne) ikke anerkendte pave Martin Vs paveembede, men i stedet tilsluttede sig modpaven Benedikt XIII. Bispedømmet Fuerteventura havde base i sognet Santa María de Betancuria og tildelte sidstnævnte status som Stor Katedral. Efter genoptagelsen af Bispedømmet San Marcial del Rubicón af Pavens Martin Vs paveembede blev Bispedømmet Fuerteventura afskaffet i 1431, kun syv år efter dets oprettelse.
I 1476 blev området til Señorío Territorial de Fuerteventura, underlagt de katolske monarker. Senere blev øen invaderet af spaniere, franskmænd og englændere.

### Anden erobring af Fuerteventura
Over tid gennemgik øen talrige angreb. En berber-ledet ekspedition invaderede i 1593 og nåede så langt som til hovedstaden. Forskellige borge blev opført langs kysten for at beskytte mod denne type angreb. Befolkningen blev flyttet ind i landet som en anden beskyttelsesforanstaltning. På grund af disse angreb blev en første generalguvernør sendt til Fuerteventura, ledsaget af en række majorsergeanter, for at forsvare øen i kronens navn. På det tidspunkt blev Betancuria den religiøse hovedstad på øen.
To større angreb fandt sted i 1740, inden for en måned. To separate grupper af engelske privatkaperfartøjer forsøgte at plyndre byen Tuineje. Disse angreb blev dog succesfuldt afværget af den lokale befolkning og øens milits. Den vellykkede afvisning af angriberne fejres ved en rekonstruktion, der hvert år i oktober finder sted i Gran Tarajal (de). 
Øens garnison blev officielt etableret i 1708. Dens oberst antog titlen som Guvernør ved Va ben, en arvelig, livslang udnævnelse, som er forblevet i Sánchez-Dumpiérrez-familien. Med tiden opnåede denne familie stigende magt over de andre øer gennem alliancer med familien Arias de Saavedra og Lady of Fuerteventura. I samme år blev Assistentpræsten for La Oliva og Pájara oprettet, for at blive operationel i 1711. Den 17. december 1790 blev Assistentpræsten for Tuineje oprettet, hvilket blev en ny sognedeling den 23. juni 1792 under biskop Tavira, med områder inkluderende en del af Jandía-halvøen og med en befolkning på 1.670 indbyggere. I 1780 begyndte en produktion af barrilla-plantager.

### Frem til nu
I 1852 blev en frihandelszone udvidet af Isabella 2. af Spanien til De Kanariske Øer. Den militære ø-rulle, der begyndte i 1708, blev endelig opløst i 1859, og Puerto de Cabras (nu Puerto del Rosario) blev den nye hovedstad.
De Kanariske Øer opnåede selvstyre i 1912. I 1927 blev Fuerteventura og Lanzarote en del af provinsen Gran Canaria. Sædet for øens regering (cabildo insular) ligger i Puerto del Rosario. I alt boede i 2019 122.629 mennesker på øen.
I 1940'erne havde øen en lufthavn (lige vest for Puerto del Rosario på vejen til Tindaya, stadig synlig i dag). Masseturismen begyndte i midten af 1960'erne, lettet af opførelsen af Fuerteventura Lufthavn ved El Matorral og de første turisthoteller.
Øens nærhed (kun 100 km) til den vestafrikanske kyst og det faktum, at den er en del af Schengen-området, gør den til en attraktiv destination for papirløse indvandrere. Imidlertid er mange omkommet under forsøget på overfarten.

## Klima
Fuerteventuras klima er mildt, men primært blæsende året rundt, hvilket har givet øen kælenavnet "det evige forårs Ø". Havet regulerer lufttemperaturen og afleder varme Sahara-vinde væk fra øen. Øens navn på engelsk oversættes som "stærk skæbne" eller "kraftig vind", hvor det spanske ord for vind er viento. I vintermånederne ligger gennemsnitstemperaturerne på omkring 22 °C som højeste og cirka 15 °C som laveste, mens sommeren byder på en gennemsnitshøj på 28 °C og en lav på 20 °C. Nedbør er cirka 147 mm om året, hvor størstedelen falder om efteråret og vinteren, og december er den måned med højest nedbør.
Et luftlag, der kendes som Calima (en) (lig Sirocco-vinden, der blæser fra Sahara mod nord til Europa) kan blæse fra Saharaørkenen mod nordvest og forårsage høje temperaturer, lav sigtbarhed og tør luft. Temperaturerne stiger midlertidigt med cirka 10 grader Celsius under dette fænomen. Vinden bringer fint rødt støv med sig, mens det fine hvide sand ikke bliver blæst ind fra Sahara, men består af død koralrev og lokal havbund. Sigtbarheden kan falde til mellem 100 og 200 m eller endda lavere, og sammen med meget varme temperaturer kan det endda bringe afrikanske græshopper til øen.

### Geografi og Geologi
Fuerteventura  har en længde på ca. 100 km og en bredde på mindre end 30 km. Øen har et samlet areal på 1660 kvadratkilometer.

#### Højeste punkter
- Pico de la Zarza (807 meter): Det højeste punkt på øen er Pico de la Zarza, som når op på 807 meters højde og ligger på Jandía-halvøen i den sydlige del af øen[13].
- Pico de la Atalaya (762 meter): Den mest bjergtagende del af øen er Betancuria-massivet nær byen Betancuria, hvor det højeste punkt er Pico de la Atalaya med en højde på 762 meter.[13]
- På den nordlige del af øen findes flere vulkaner, herunder San Rafael (117 m), Bayuyo (269 m), Roja (312 m) og Escanfraga (531 m). Vulkanerne på øen er ikke længere aktive.

Morfologisk set kan Fuerteventura opdeles i tre forskellige områder: Betancuria-massivet, de centrale dale og de vulkanske formationer.